# Novoselci (Sunja)
Novoselci falu Horvátországban, Sziszek-Monoszló megyében. Közigazgatásilag Sunjához tartozik.

## Fekvése
Sziszek városától légvonalban 22, közúton 29 km-re délkeletre, községközpontjától  2 km-re délkeletre, a Sunja-mező északi szélén, a Sunja-folyó bal partján fekszik.

## Története
A térség török alóli felszabadítása után keletkezett, miután a 17. század végétől birtokosai a Keglevichek a felső-szávamenti birtokaikról hozott jobbágyaikkal betelepítették be. A falu 1773-ban az első katonai felmérés térképén „Novo Szelczy” néven szerepel. A településnek 1857-ben 161, 1910-ben 235 lakosa volt. Zágráb vármegye Kostajnicai járásához tartozott. A délszláv háború előtt vegyes szerb és horvát lakossága volt szerb többséggel, de a lakosság legnagyobb része jugoszlávnak vallotta magát. 1991. június 25-én a független Horvátország része lett. A délszláv háború idején a település a Sunja városa körüli horvát védelmi vonalhoz közel esett, emiatt súlyos károkat szenvedett, de horvát kézen maradt. A településnek 2011-ben 120 lakosa volt.

## Népesség
| Lakosság változása | Lakosság változása | Lakosság változása | Lakosság változása | Lakosság változása | Lakosság változása | Lakosság változása | Lakosság változása | Lakosság változása | Lakosság változása | Lakosság változása | Lakosság változása | Lakosság változása | Lakosság változása | Lakosság változása | Lakosság változása |
| ------------------ | ------------------ | ------------------ | ------------------ | ------------------ | ------------------ | ------------------ | ------------------ | ------------------ | ------------------ | ------------------ | ------------------ | ------------------ | ------------------ | ------------------ | ------------------ |
| 1857               | 1869               | 1880               | 1890               | 1900               | 1910               | 1921               | 1931               | 1948               | 1953               | 1961               | 1971               | 1981               | 1991               | 2001               | 2011               |
| 161                | 175                | 179                | 205                | 220                | 235                | 234                | 280                | 253                | 246                | 238                | 207                | 184                | 156                | 114                | 120                |

## Nevezetességei
Védett épület a 7. szám alatti hagyományos emeletes fa lakóház, melyhez egy melléképület és egy kukoricagóré tartozik. A ház 1876-ban épült, ezt az évszámot vésték a gerendába. Hosszúkás téglalap alaprajzú épület, falai faragott tölgyfa deszkákból készültek. A földszint és az első emelet közötti kommunikációt egy külső falépcső teszi lehetővé, amely a ház nyitott tornácára vezet. A házat nyeregtető fedi. A keskeny főhomlokzatot két ablaktengely tagolja. Fennmaradtak a régi eredeti ácsmunkák (ablakok és ajtók). Az eredeti kétszobás lakás a ház emeletén található.